# Alfa Romeo G1
Alfa Romeo G1 — перша, повністю нова розробка компанії Alfa Romeo, зроблена після відмови від марки «A.L.F.A.». Проект нового розкішного G1, з'явився під час розгляду судового позову Джузеппе Мерозі проти власника компанії Ніколи Ромео, про поглинання у 1915 фірми «A.L.F.A.» його компанією Soc. Ing. Nicola Romeo & Co. Цей проект і одночасно оновлення моделі ALFA 24HP до майбутньої модифікації ALFA 20-30HP конструктор Джузеппе Мерозі виконував дома під час своєї відсутності у компанії з 31 травня 1918 до 30 липня 1919.
Шасі автомобіля було довшим і жорсткішим порівняно з 40-60HP і це означало вступ у конкуренцію з «Rolls-Royce». Найбільшою новинкою цього автомобіля став повністю новий 6-циліндровий рядний двигун, об'ємом 6,3 л, що складався з двох чавунних 3-циліндрових блоків. Двигун розвивав потужність 70 к. с. і обертальний момент у 293 Н·м. Це був найбільший двигун, що коли-небудь встановлювався на автомобілі Alfa Romeo до теперішнього часу. З таким двигуном автомобіль досягав максимальної швидкості 86 миль на годину (138 км/год). G1 брав участь у перегонах, що дозволило йому отримати власний клас у перегонах «Coppa del Garda».
З достатньо інтенсивним зростанням цін на бензин при приблизній витраті у галон на шість миль, продажі автомобіля з таким великим двигуном були дуже низькими, і як наслідок, всього було виготовлено 52 одиниці. На сьогодні зберігся лише один екземпляр у Новій Зеландії. На початках це авто належало бізнесмену з Квінсленда і було куплене ним за £850 у 1921 році за.
Alfa Romeo G2, запланована покращена версія, після комерційної невдачі G1 не випускалась.